# La voz de mi silencio
La voz de mi silencio es el octavo álbum publicado por el cantautor gaditano El Barrio. Es el octavo disco tras un largo período sin grabar en un estudio. Escrito, producido y arreglado por José Luis Figuereo Franco, (El Barrio)

Pretende ser un paso más, reflejo de la identificación social y personal que vive dentro de los "sentíos" de una persona.
José Luis Figuereo Franco

## Temas incluidos en el álbum
Todos los temas están compuestos por José Luis Figuereo Franco
1. Buena bonita y barata.   (4:18)
2. Vientos de otras tierras. (4:10)
3. Pa Madrid.  (4:18)
4. Solo soy historia.  (3:20)
5. Amor de géminis.  (3:54)
6. El gran circo.   (3:54)
7. Materia inexistente.  (4:55)
8. Enero.   (4:01)
9. ¿Quién soy?.  (3:59)
10. Don Manuel Sr Molina.  (4:05)
11. Orgullo. (4:15)
12. Llorando por Granada. (4:34)
13. La voz de mi silencio.  (0:34)

## Créditos
- Antonio Reina
- Carles Benavent - bajo
- Cecilio Cirre
- Charly Cepeda
- Faiçal Kourrich
- Fernando Iglesia - guitarra
- Francisco González
- Joaquín Migallón
- José Bao - bajo
- José Carrasco - percusión
- José Espinosa
- José Luis Bastos "Selu"
- José Luis Figuereo Franco - voz
- Juani de la Isla - guitarra
- J. M. Cortina
- Luis Dulzaides - percusión
- Manuel Álvarez
- Manuel Ibáñez
- Miguel Ángel “Lenon”
- Pedro Sierra - guitarra
- Sevilla Sinfonietta
- Tino di Geraldo